# Turpino Zaccagna
Turpino Zaccagna ou Turpino di Bartolomeo Zaccagnini (Florence ou Cortone), actif en 1537, est un peintre italien de la Renaissance.

## Biographie
Turpino Zaccagna a été un élève de Luca Signorelli.

## Œuvres
- Vierge avec sainte Agathe et saint Michel archange (1537), retable, église Santa Agata in Cantalena, Cortone.
- Enterrement et Assomption de la Vierge, chœur de la cathédrale de Cortona[2].

## Sources
- (en) Cet article est partiellement ou en totalité issu de l’article de Wikipédia en anglais intitulé « Turpino Zaccagna » (voir la liste des auteurs).